# Walenty Pecyna
Walenty Pecyna (ur. 16 maja 1930 w Rewicy, zm. 3 grudnia 2017 w Koluszkach) – polski polityk, poseł na Sejm PRL V kadencji, filantrop, działacz społeczny i sportowy.

## Życiorys

### Młodość i wykształcenie
Urodził się 16 maja 1930 r. w Rewicy, jako pierworodny syn Bolesława Pecyny oraz Stefanii z Janowskich. W 1943 r. ukończył obecną Szkołę Podstawową w Jeżowie im. Bohaterów Września 1939 r., po sześciu latach nauki. Następnie w 1946 r. ukończył I Państwowe Gimnazjum Koedukacyjne w Tomaszowie Mazowieckim (obecne I LO). Brał udział w nauczaniu tajnym podczas II wojny światowej. Od 1946 r. mieszkał w Łodzi przy ul. Piotrkowskiej, na komornym u swojego stryja (przyrodniego brata ojca). W latach 1946–1948 uczęszczał do I Liceum Ogólnokształcącego w Łodzi im. Mikołaja Kopernika. Po skończeniu liceum przeszedł obowiązkowe szkolenie wojskowe i zakończył ścieżkę edukacyjną, uzyskując wykształcenie średnie i podejmując się pracy zawodowej.

### Praca zawodowa
Po zakończeniu edukacji podjął się pracy zawodowej jako księgowy w Urzędzie Podatkowym w Łodzi, przy ul. Piotrkowskiej. W 1951 r., po reformie PKP i powstaniu Ministerstwa Kolei, zmienił ze względów zarobkowych i dojazdowych miejsce pracy. W PKP początkowo pełnił również stanowisko księgowego, żeby awansując i przechodząc różne kursy zawodowe dojść do funkcji starszego dyspozytora drużyn konduktorskich Polskich Kolei Państwowych na stacji Koluszki. W PKP pracował do końca 1969 r.

### Działalność polityczna
W 1949 r. wstąpił do Związku Młodzieży Polskiej, gdzie działał do jego rozwiązania w 1957 r. Po likwidacji ZMP w 1958 r. wstąpił do Polskiej Zjednoczonej Partii Robotniczej, gdzie w latach 1962–1965 pełnił funkcję I sekretarza Komitetu Gminnego w Rogowie. Od 1963 r. do 1964 r. był członkiem Komitetu Powiatowego PZPR w Brzezinach, od 1965 r. do 1972 r. I sekretarzem Komitetu Zakładowego PZPR na stacji w Koluszkach, następnie do 1975 r. zastępcą członka KP PZPR w Brzezinach. Od 1974 r. zasiadał w jego egzekutywie.
W 1966 r. był odpowiedzialny za organizację 100-lecia kolei, organizowanych w Koluszkach – w tamtym czasie najważniejszym węźle kolejowym w Polsce. W obchodach tych udział wzięło m.in. wojsko oraz czołowi przedstawiciele władz PRL, na czele z Józefem Cyrankiewiczem, ówczesnym prezesem Rady Ministrów, z którym znał się i utrzymywał kontakt prywatnie.
Kandydował do Sejmu w 1968 r. w okręgu tomaszowskim. Mandat posła V kadencji Sejmu PRL objął 20 grudnia 1969 r., zastępując zmarłego Juliana Horodeckiego z ZSL. Zasiadał w Komisji Komunikacji i Łączności Sejmu.
W latach 1973–1975 był radnym Rady Narodowej miasta Łodzi, a następnie w latach 1975–1982 (po reformie administracyjnej) radnym Wojewódzkiej Rady Narodowej w Piotrkowie Trybunalskim.
W grudniu 1981 r. podczas stanu wojennego uznany przez Wojskową Radę Ocalenia Narodowego za osobę niebezpieczną, aresztowany, uznany za prominenta i internowany, jako jeden z kilkudziesięciu internowanych działaczy komunistycznych z tzw. „Ekipy Gierka”. Osadzony tymczasowo w areszcie w Piotrkowie Trybunalskim. Wypuszczony w pierwszym kwartale 1982 r., po internowaniu i zakończeniu kadencji w WRN w Piotrkowie Trybunalskim zawiesił swoją działalność polityczną w motywacji troski o rodzinę.
Był delegatem na XI Zjazd PZPR, w dniach 27–29 stycznia 1990 r., podczas którego podjęto decyzję o rozwiązaniu partii. Wstąpił następnie do nowo powstałej Socjaldemokracji Rzeczypospolitej Polskiej, gdzie zasiadał we władzach wojewódzkich. Po przekształceniu koalicji Sojusz Lewicy Demokratycznej, w której w skład wchodziła SdRP w 1999 r. i utworzeniu partii SLD, szeregi jej zasilił. W 2006 r. kandydował bezskutecznie z listy Lewicy i Demokratów do rady gminy Koluszki. Do SLD należał do swojej śmierci.

### Działalność sportowo-społeczna oraz kres życia
Po zawieszeniu czynnej działalności politycznej w 1982 r. zainteresował się sportem, w szczególności piłką nożną. Został wiceprezesem Koluszkowskiego Klubu Sportowego Kolejarz Koluszki, następnie KKS Koluszki. W latach 80. był inicjatorem budowy obiektów sportowych klubu, w tym nowego boiska i bieżni lekkoatletycznej, zadaszonej trybuny i obiektów administracyjno-sportowych, strzelnicy sportowej czy kortów tenisowych. Naprzemiennie przez wiele lat pełnił funkcję wiceprezesa – kierownika klubu oraz prezesa klubu. Po rezygnacji z funkcji prezesa KKS Koluszki w 2016 r. pełnił jeszcze do swojej śmierci obowiązki kierownika klubu.
Był również działaczem Okręgowego Związku Piłki Nożnej w Piotrkowie Trybunalskim, gdzie zajmował stanowisko wiceprzewodniczącego Komisji Rewizyjnej. Po reformie administracyjnej z 1999 r. działał w OZPN w Łodzi.
Zmarł 3 grudnia 2017 r. w Koluszkach.

## Życie prywatne
Był najstarszym z dziewięciorga dzieci Bolesława Pecyny (partyzanta) i Stefani z Janowskich, rolników zamieszkałych w Rewicy. Wnuk Walentego Pecyny – powstańca styczniowego oraz legionisty III Brygady Legionów Polskich.
Jego bratankiem jest Jerzy Pecyna – nauczyciel oraz autor książek naukowych.
Od 1950 r. mąż Jadwigi z domu Andryszczak. Mieli czwórkę dzieci: Zbigniewa, Marię, Jadwigę i Urszulę. Mieszkał od 1950 r. w Koluszkach przy ul. Wołyńskiej 5.

## Odznaczenia
- Order Budowniczych Polski Ludowej
- Order Sztandaru Pracy I i II klasy
- Krzyż Kawalerski Orderu Odrodzenia Polski
- Złoty, Srebrny i Brązowy Krzyż Zasługi
- Medal 30-lecia Polski Ludowej
- Medal 40-lecia Polski Ludowej
- Medal za Długoletnie Pożycie Małżeńskie
- Brązowy Medal „Za zasługi dla obronności kraju”
- Brązowa Odznaka „W Służbie Narodu”
- Złote Odznaczenie im. Janka Krasickiego
- Złoty, Srebrny i Brązowy Medal za Długoletnią Służbę